# Туглас, Фридеберт Юрьевич
Фри́деберт Юрьевич Ту́глас (при рождении Ми́хкельсон, эст. Friedebert Tuglas, 18 февраля [2 марта] 1886, д. Ахья, Лифляндская губерния, Российская империя — 15 апреля 1971, Таллин, Эстонская ССР), — эстонский прозаик, литературный критик и переводчик, искусствовед, литературовед. Народный писатель Эстонской ССР (1946), член-корреспондент Академии наук ЭССР (1946, первый состав). Снискал славу как убеждённый демократ, гуманист и патриот. Был номинирован на Нобелевскую премию по литературе (1968; 1969).

## Биография
Фридеберт Михкельсон родился 2 марта 1886 года в семье батрака. В 1897—1900 годах учился в министерской школе Удерна, в 1901—1903 годах — в Тартуской городской школе, в 1904— 1905 год — в гимназии Уго Треффнера.
Участвовал в революционной деятельности, в ходе которой взял псевдоним «Туглас» вместо фамилии. В декабре 1905 года Туглас был схвачен и заключён в Вышгородскую тюрьму в Ревеле. Через два месяца, 17 февраля 1906 года, был случайно освобождён из тюрьмы и поэтому был вынужден скрываться, уехав за границу. Жил в в основном в Финляндии и Париже. Вернулся в Эстонию к Февральской революции 1917 года. С 1917 года жил в Тарту, с 1944 года — в Таллине.
Был лидером эстонской литературной группы начала XX века «Молодая Эстония». Выступил одним из основателей Союза писателей Эстонии и был его председателем в 1922, 1925—1927, 1929—1930 и 1937—1939 годах.
В 1946 году Туглас был удостоен звания народного писателя Эстонской ССР. В том же году был избран членом-корреспондентом Академии наук ЭССР. Впоследствии впал в немилость, был официально занесён в «чёрный список», лишён звания народного писателя и исключён из членства во всех организациях, включая Союз писателей, из которого он был исключён в 1950 году. Звание народного писателя ЭССР было восстановлено указом Президиума Верховного Совета Эстонской ССР от 27 октября 1956 года.
Умер в 1971 году вскоре после завершения своих известных мемуаров, признанных главным литературным трудом в жизни писателя.

## Творчество
За 65 лет литературного труда Ф. Тугласом было создано более 150 произведений самого разнообразного жанра — воспоминания, путевые очерки, эссе, новеллы, исследования. Велика его роль и в жизни эстонских литературных объединений. Ему принадлежала существенная роль в развитии эстонской новеллистики, поэзии, эссеистики и критики.
Отчаяние военных лет и личные тягостные переживания периода жизни в эмиграции получили отражение в его символистических новеллах-миниатюрах, в которых реальное в сочетании с фантастическим составляют одно художественное целом (сборник «Судьба», 1917).
До революции его произведения отличались революционным романтизмом, после революции он стал писать психологические импрессионистские новеллы. В 1950—1960-х годах публиковались его гуманистические новеллы.
В 1923 году выступил основателем и в 1923—1926 и 1940—1941 годах был главным редактором журнала «Looming» («Творчество»).
В 1971 году композитор А. Пыльдмяэ написал музыку к балету «Морская дева», с большой поэтичностью и утончённостью передавшему сказочный мир одноимённой новеллы Ф. Тугласа.
Пьеса Ф. Тугласа и М. Карусоо «Попи и Хухуу» (1975) была признана одной из лучших постановок Таллинского государственного академического театра им. В. Кингисеппа.
Переводил на эстонский язык произведения А. П. Чехова, М. Горького, роман А. Н. Толстого «Пётр Первый».
Вошёл в составленный в 1999 году по результатам письменного и онлайн-голосования список 100 великих деятелей Эстонии XX века.

### Собрание сочинений
- Фридеберт Туглас Собрание сочинений в 5 томах; [Редкол.: А. Ээлмяэ (пред.) и др.]. — Таллинн : Ээсти раамат, 1986.

## Награды
- Орден Трудового Красного Знамени
- Орден «Знак Почёта» (30.12.1956)
- Народный писатель Эстонской ССР (1946)

## Увековечение памяти
В 1971 году в Таллине был открыт музей, посвященный его жизни и творчеству, и учреждена литературная премия имени Ф. Тугласа за две лучшие новеллы года.
В Тарту в честь писателя был воздвигнут монумент.
В Нарва- Йыэсуу на берегу моря установлен памятный камень на месте размышления писателя в 1937 году о своём произведении «Маленький Иллимар»